# 清水裕 (生物学者)
清水 裕（しみず ひろし）は、日本の生物学者。国立遺伝学研究所発生遺伝研究室助教。
ヒドラの再生研究で知られる。

## 研究業績
- ヒドラ発生機構の遺伝学的解析 Genetic analysis of developmental mechanisms in hydra 『経常研究』(1985 - 1994) 杉山勉、清水　裕、藤沢敏孝、服田昌之
- ヒドラ発生機構の分子生物学的解析 Molecular analysis of developmental mechanisms in hydra 『経常研究』 (1993 - 2003) 清水　裕、藤沢敏孝

## その他・エピソード
- 2007年6月15日『サイエンスゼロ』「ここまできた再生医療」に出演。